# Джонни-Зубочистка
«Джо́нни-Зубочи́стка» (итал. Johnny Stecchino) — фильм 1991 года итальянского режиссёра Роберто Бениньи.
Фильм о неудачной любви водителя школьного автобуса Данте. Его возлюбленная Мария, жена известного мафиозо по прозвищу Джонни Зубочистка, использует Данте, чтобы помочь мужу решить проблемы с компаньонами. Прототипом Джонни Зубочистки послужил Чарли Зубочистка, убитый соперником клана в самом начале фильма «В джазе только девушки». Фильм высмеивает образ «маленького человека», этакого недотёпы, который волей случая оказывается в роли мафиозного босса, но, так и не поняв, что происходит, выглядит жалко и нелепо.

## Награды
Фильм награждён специальной премией «Давид ди Донателло» и двумя «Серебряными лентами» — за главную и второплановую (Паоло Боначелли) мужские роли.

## Сюжет
Данте работает водителем школьного автобуса, развозит умственно отсталых детей от дверей дома до школы. В их обществе он чувствует себя спокойно и комфортно, с удовольствием общается с ними, гуляет в свободное время со своим отсталым другом Лилло с синдромом Дауна, вечера проводит в злачных местах города. Его обеспеченная жизнь тиха и одинока, но он не перестает робко мечтать о любви.
Но всё меняется, когда Данте однажды ночью возле своего дома попадает под колёса роскошного дорогого автомобиля, за рулём которого была Мария. Она скрывается с места преступления, но на следующей день появляется снова и приглашает Данте пройтись по магазинам. Мария покупает ему дорогие наряды, предлагает положить в рот зубочистку и почему-то называет его Джонни. Данте не понимает всего происходящего, ему кажется, что Мария влюбилась в него. Позже она приглашает Данте в свой особняк в Палермо.
На самом деле никакой любви к главному герою Мария не испытывает, а хочет использовать его в своих целях. Дело в том, что она замужем за сицилийским мафиози по прозвищу «Джонни Зубочистка», который заложил своих компаньонов и скрывается от их кровавой расправы. Данте оказывается вылитой копией Джонни, и супруги решают выдать его гангстерам. Но их план не удаётся.
Данте на удивление легко и просто удается ускользнуть от пуль и расправы, после чего он возвращается к своей работе водителем школьного автобуса, так и не поняв, что с ним произошло на самом деле.

## Места съёмок
Начальные сцены знакомства с героиней, сцены в гостинице снимались в городе Чезена и в других городах региона Эмилья-Романья. Сцена убийства бакалейщика снималась в Маццео, деревни Таормина, в то время как Джонни был убит выстрелом в маленьком городке Летоянни, в провинции Мессина. Сцены стрельбы на шоссе по дороге из аэропорта Палермо снята по шоссе Катания-Мессина, вблизи Летоянни (а именно Санта Тереза ди Рива). Кроме того, сцены внутри театра Массимо в Палермо не были одобрены и снимались в театре Массимо Беллини в Катании. Вилла, где скрыт босс Джонни — Багерия (провинция Палермо), родина кинорежиссёра Торнаторе.

## В ролях
- Роберто Бениньи — Данте / Джонни-Зубочистка
- Николетта Браски — Мария
- Паоло Боначелли — адвокат
- Франко Вольпи — министр
- Ивано Марескотти — Рандаццо
- Тури Скалия — судья
- Лоредана Ромито — Гианна
- Алессандро де Сантис — Лилло

## Сборы
Фильм собрал 42 млрд лир в своё время, это принесло ему первое место в прокате 1991—1992. В США фильм заработал только 500 тысяч долларов.

## Пародии
В 1992 году, через год после выхода на экраны оригинала, был выпущен фильм пародия — «Вовочка-Зубочистка» (режиссёр Клаудио Фрагассо, в главной роли Альваро Витали).